# Babelomurex armatus
Babelomurex armatus, vetenskapligt beskriven av George Brettingham Sowerby III 1912, är en havslevande snäcka i släktet Babelomurex, inom familjen purpursnäckor och underfamiljen Coralliophilinae. Arten finns i Japan och Filippinerna.

## Utseende
Snäckan blir omkring 1,7–5 cm lång.